# Edifício Libertad

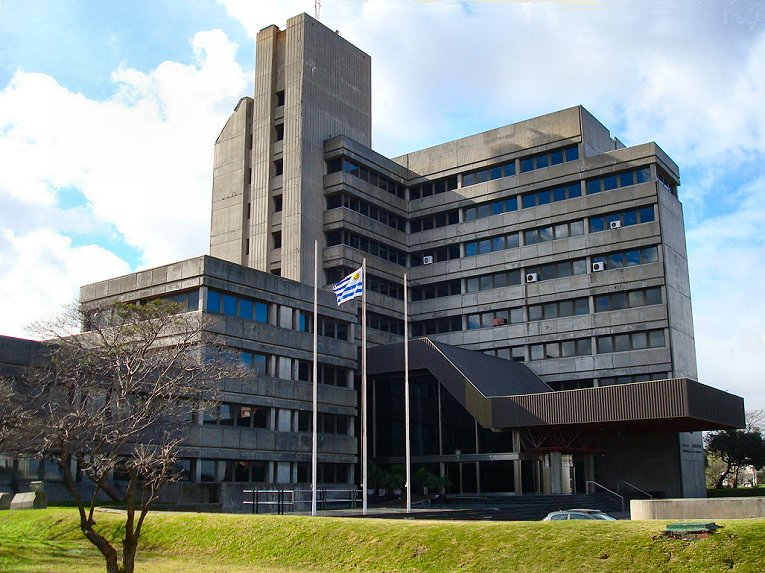
Vista do edifício.

O Edifício Libertad foi um dos dois edifícios de escritórios executivos da Presidência da República (o Palácio Estévez era o outro). Construído na década de 1970 durante o governo militar do Ministério da Defesa do Uruguai, no entanto, em 1985, o presidente Julio María Sanguinetti decidiu mover o gabinete presidencial daquele prédio. Os arredores tornaram-se um parque com uma exposição permanente de esculturas modernas, aberto em 1996, conhecido como o Parque de las Esculturas.
Em 2006, o presidente Tabaré Vázquez anunciou que estaria movendo os escritórios presidenciais para a Torre Executiva e converteria o Edifício Libertad e um hospital. Atualmente alberga serviços de assistência ao Ministério de Saúde Pública do Uruguai.